# جون ستون
جون ستون (بالإنجليزية: John Stone)‏ (3 مارس 1953 في المملكة المتحدة - ) هو لاعب كرة قدم بريطاني في مركز الدفاع. لعب مع غريمسبي تاون ونادي روذرهام يونايتد ونادي ميدلزبره ونادي يورك سيتي وSouth Bank F.C. ‏ ودارلينجتون إف سى.